# Меріон Ропер
Меріон Ропер (англ. Marion Roper, 15 вересня 1910 — 10 лютого 1991) — американська стрибунка у воду.
Бронзова медалістка Олімпійських Ігор 1932 року.